# Bartosz Staszewski
 (avril 2021).
La mise en forme du texte ne suit pas les recommandations de Wikipédia : il faut le « wikifier ».
Les points d'amélioration suivants sont les cas les plus fréquents. Le détail des points à revoir est peut-être précisé sur la page de discussion.
- Les titres sont pré-formatés par le logiciel. Ils ne sont ni en capitales, ni en gras.
- Le texte ne doit pas être écrit en capitales (les noms de famille non plus), ni en gras, ni en italique, ni en « petit »…
- Le gras n'est utilisé que pour surligner le titre de l'article dans l'introduction, une seule fois.
- L'italique est rarement utilisé : mots en langue étrangère, titres d'œuvres, noms de bateaux, etc.
- Les citations ne sont pas en italique mais en corps de texte normal. Elles sont entourées par des guillemets français : « et ».
- Les listes à puces sont à éviter, des paragraphes rédigés étant largement préférés. Les tableaux sont à réserver à la présentation de données structurées (résultats, etc.).
- Les appels de note de bas de page (petits chiffres en exposant, introduits par l'outil «  Source ») sont à placer entre la fin de phrase et le point final[comme ça].
- Les liens internes (vers d'autres articles de Wikipédia) sont à choisir avec parcimonie. Créez des liens vers des articles approfondissant le sujet. Les termes génériques sans rapport avec le sujet sont à éviter, ainsi que les répétitions de liens vers un même terme.
- Les liens externes sont à placer uniquement dans une section « Liens externes », à la fin de l'article. Ces liens sont à choisir avec parcimonie suivant les règles définies. Si un lien sert de source à l'article, son insertion dans le texte est à faire par les notes de bas de page.
- La présentation des références doit suivre les conventions bibliographiques. Il est recommandé d'utiliser les modèles {{Ouvrage}}, {{Chapitre}}, {{Article}}, {{Lien web}} et/ou {{Bibliographie}}. Le mode d'édition visuel peut mettre en forme automatiquement les références.
- Insérer une infobox (cadre d'informations à droite) n'est pas obligatoire pour parachever la mise en page.

Pour une aide détaillée, merci de consulter Aide:Wikification.
Si vous pensez que ces points ont été résolus, vous pouvez retirer ce bandeau et améliorer la mise en forme d'un autre article.
Pour les articles homonymes, voir Staszewski.
Bartosz (Bart) Staszewski (né le 23 septembre 1990 à Malmö) – réalisateur polonais, activiste social et activiste LGBT,. Cofondateur de l'association Parade d’égalité à Lublin et Miłość Nie Wyklucza (l’Amour n’exclut pas) et aussi créateur du film documentaire Artykuł osiemnasty (Article dix-huit) (2017). Il a reçu plusieurs fois des menaces de mort pour ses activités.

## Biographie
Il a fait ses débuts en tant que réalisateur, scénariste, producteur et directeur de la photographie du documentaire Tableciarze (2014), sur les immigrants qui pendant l’état de siège en Pologne sont partis pour la Suède. Le film a été présenté au Festival du film de Cracovie, au Festival du film de Bagdad et au Festival international du film documentaire de Jihlava. Au Festival du film d’émigration Emigra, Bartosz Staszewski a reçu un prix individuel pour ses débuts documentaires. Il est également directeur de la photographie pour le documentaire Cendrillon (2016) réalisé par Magdalena Sienicka.
Sa reconnaissance a été faite par un autre document original, Artykuł osiemnasty (Article dix-huit) (2017), présentant l'histoire de l'instauration infructueuse en Pologne des partenariats enregistré et mariage homosexuel, et l'état du débat public sur les droits LGBT en Pologne. Le film était déjà controversé pendant la production. Les courts fragments d'entretiens publiés sur Internet ont contribué à l'énorme promotion du projet en Pologne et à l'étranger. 

## Activisme

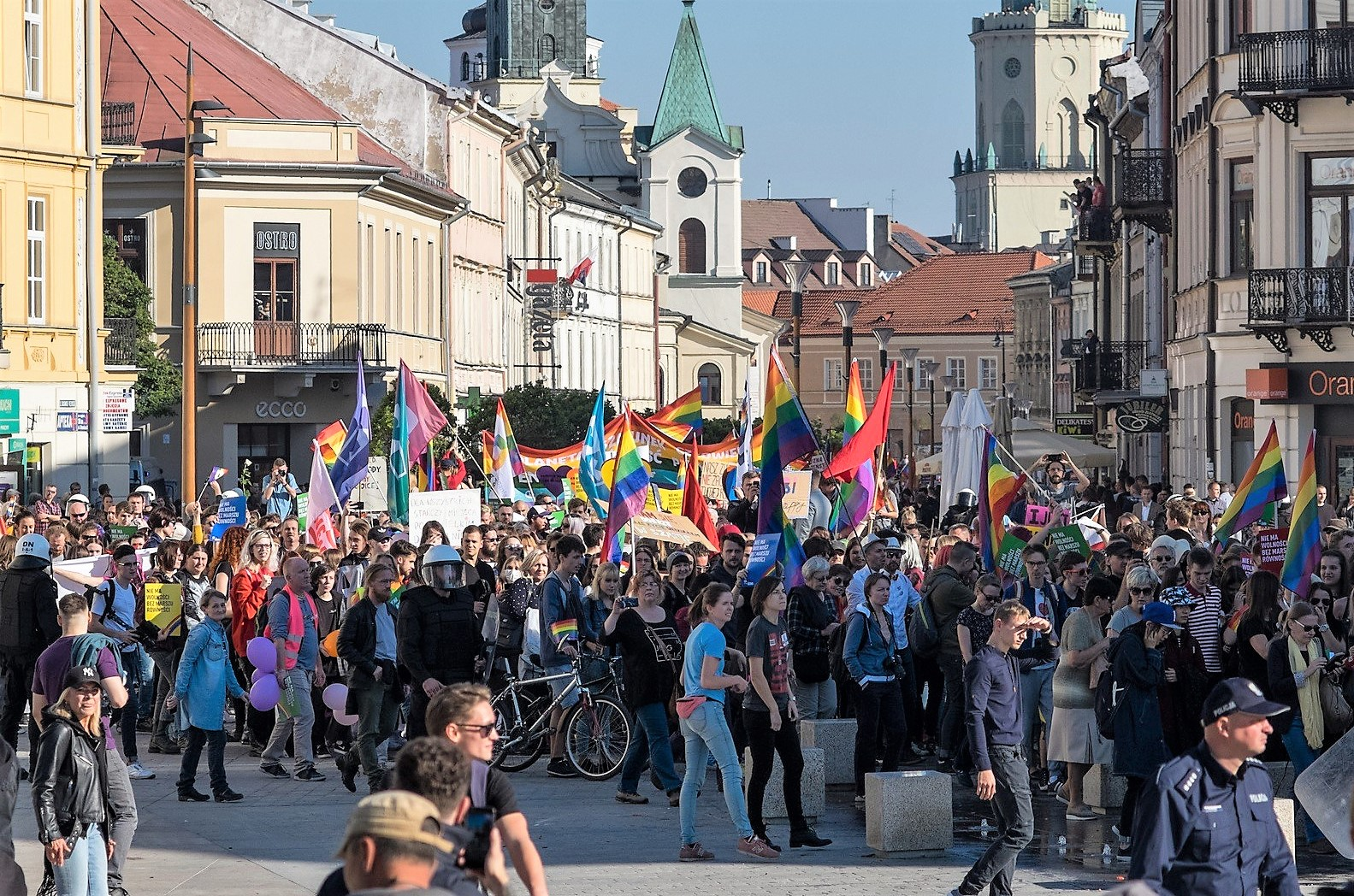
Ire Parade d’égalité à Lublin
Staszewski était en 2018 l'organisateur officiel de la Ire Parade d’égalité à Lublin. Cinq jours avant la parade, le 8 octobre, le président de Lublin Krzysztof Żuk a interdit à la fois la parade d’égalité et les contre-manifestations annoncées, citant l'art. 14 al. 2 de la loi sur les rassemblements, qui autorise l'interdiction d'un rassemblement public en raison d'une menace importante pour la vie, la santé ou les biens. En tant qu'organisateur de la parade, Staszewski a dû lutter devant le tribunal pour lever l'interdiction, ce qu'il a réussi à faire la veille de la parade d'égalité. La parade d'égalité a été interrompue à plusieurs reprises, la police a dû utiliser du gaz poivre et des canons à eau pour repousser les manifestants.
En avril 2019, le groupe organisant la parade à Lublin a créé l'Association de la parade d'égalité à Lublin dont le but est d'agir au profit de la communauté LGBT de Lublin et de la Voïvodie de Lublin, y compris l'organisation d'une parade d'égalité.

### IIe Parade d’égalité à Lublin
Le 24 septembre 2019, le président de Lublin, Krzysztof Żuk, a de nouveau interdit l'organisation de la deuxième parade d’égalité à Lublin prévue pour le 28 septembre. Staszewski, en tant qu'organisateur de la marche, a fait appel de sa décision devant le tribunal qui, deux jours plus tard, a annulé la décision d'interdiction.

### Drapeau arc-en-ciel avec l’aigle

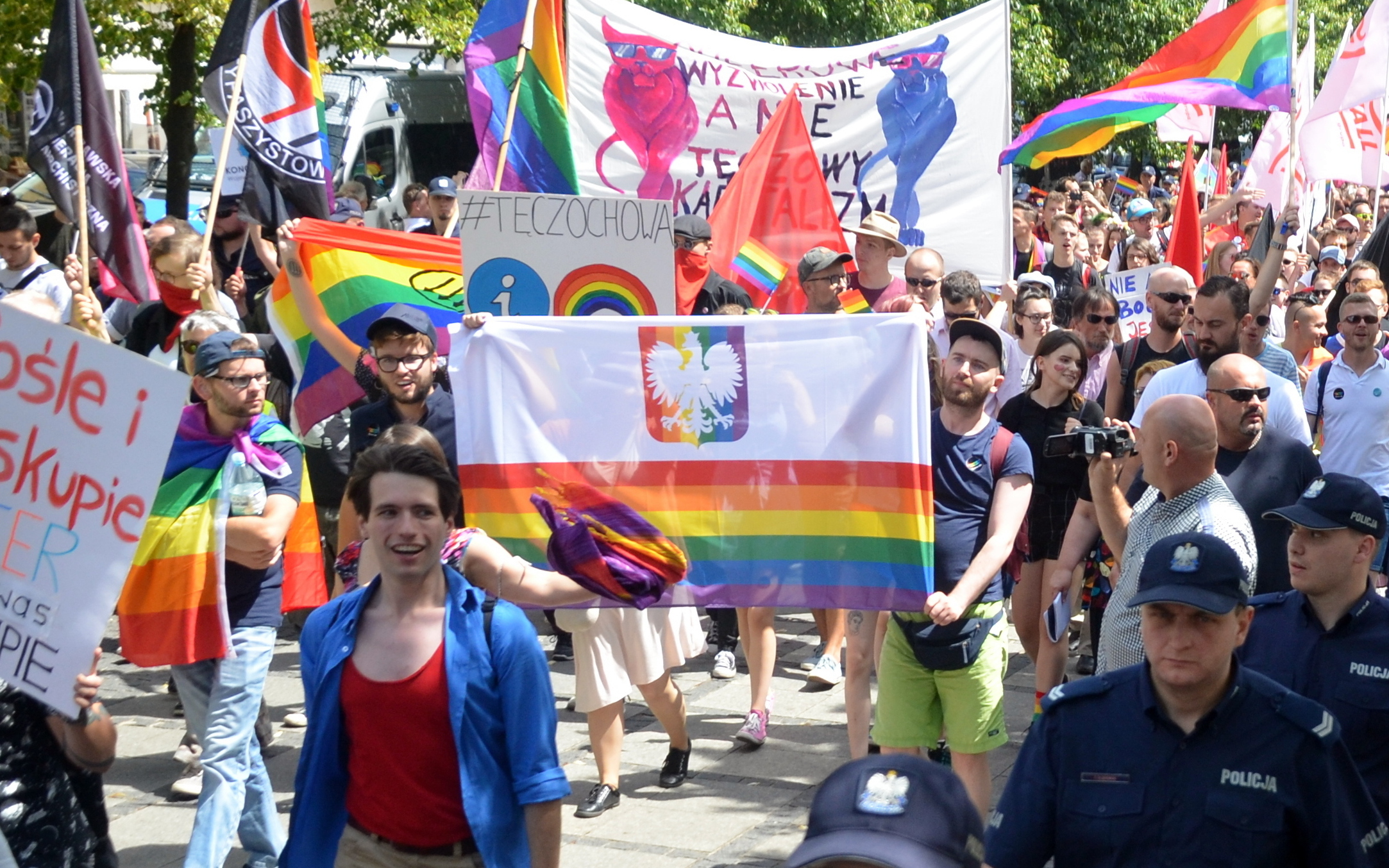
Bartosz Staszewski (à gauche) portant un drapeau arc-en-ciel avec un aigle lors de la marche pour l'égalité à Częstochowa, 2018

Pendant la parade de Częstochowa en 2018, Bartosz Staszewski a été identifié portant un drapeau avec le symbole d'un aigle blanc sur un fond d’arc-en-ciel. Selon les milieux conservateurs et de droite, une telle représentation constituait une insulte aux symboles d'État au sens de l'art. 137 § 1 du Code pénal et le Ministre de l'Intérieur et de l'Administration de l’époque Joachim Brudziński a accusé Staszewski de « profanation des symboles nationaux ». Les actions de Brudziński ont déclenché des protestations de la communauté LGBT sous le slogan « l’arc-en-ciel n'offense pas », y compris un appel signé par plus de 10 000 personnes et une manifestation devant le bâtiment du Ministère de l'Intérieur et de l'Administration. Une notification est parvenue pour cette affaire au bureau du procureur qui a refusé d'ouvrir une enquête en raison d’absence de caractéristiques d'un acte interdit.
Cette affaire a popularisé cette version du drapeau auprès de la communauté LGBT, ce qui a abouti, entre autres, à d'autres appels contre des personnes portant de tels drapeaux ou des T-shirts avec le symbole de l’aigle blanc sur un fond d’arc-en-ciel. Aucune de ces affaires n'a abouti à des accusations ou la punition de ces personnes, dans chacune d'entre elles il a été constaté que la combinaison du symbole d'un aigle blanc avec un arc-en-ciel n'était pas une insulte aux symboles d'état,,.
Le 13 juillet 2019, après la parade d’égalité à Kielce pour le drapeau arc-en-ciel avec l'aigle, Staszewski et Karol Opic ont été arrêtés par la police pour insulte aux symboles de l'État. Ils ont refusé de s'identifier et ont été emmenés au poste de police. Le tribunal, examinant les recours contre la détention, a conclu qu'il n'y avait pas de soupçon raisonnable qu'un crime avait été commis et que, par conséquent, selon la loi, il n'y avait aucun motif de détention. En outre, le tribunal a déclaré que « c'est un fait bien connu que les couleurs de l'arc-en-ciel sont utilisées par les personnes s'identifiant à la communauté LGBT pour démontrer leur affiliation à la communauté LGBT, et non pour diffamer ou insulter ». Le bureau du procureur a ouvert une enquête pour outrage aux symboles de l'État, mais après quelques mois, il a mis fin à l'enquête, concluant qu’aucun crime n'avait pas eu lieu. Dans cette affaire, dans une procédure distincte, le tribunal de district de Kielce a également accordé aux deux personnes injustement détenues une indemnité de 3 000 PLN.

### Opposition aux autocollants de Gazeta Polska
Le 24 juillet 2019, l'hebdomadaire conservateur Gazeta Polska a ajouté un autocollant à l'édition du journal « Zone libre de LGBT »,. En réponse à cette action, Staszewski a intenté une action en justice pour atteinte aux droits personnels contre le journal, ainsi qu'une demande de retrait des autocollants. Le tribunal de district de Varsovie a ordonné la suspension de la distribution d'autocollants en attendant l'audience. Malgré le temps qui s’est écoulé depuis, le procès n'a toujours pas commencé.

### Projet «Zones libre de LGBT»

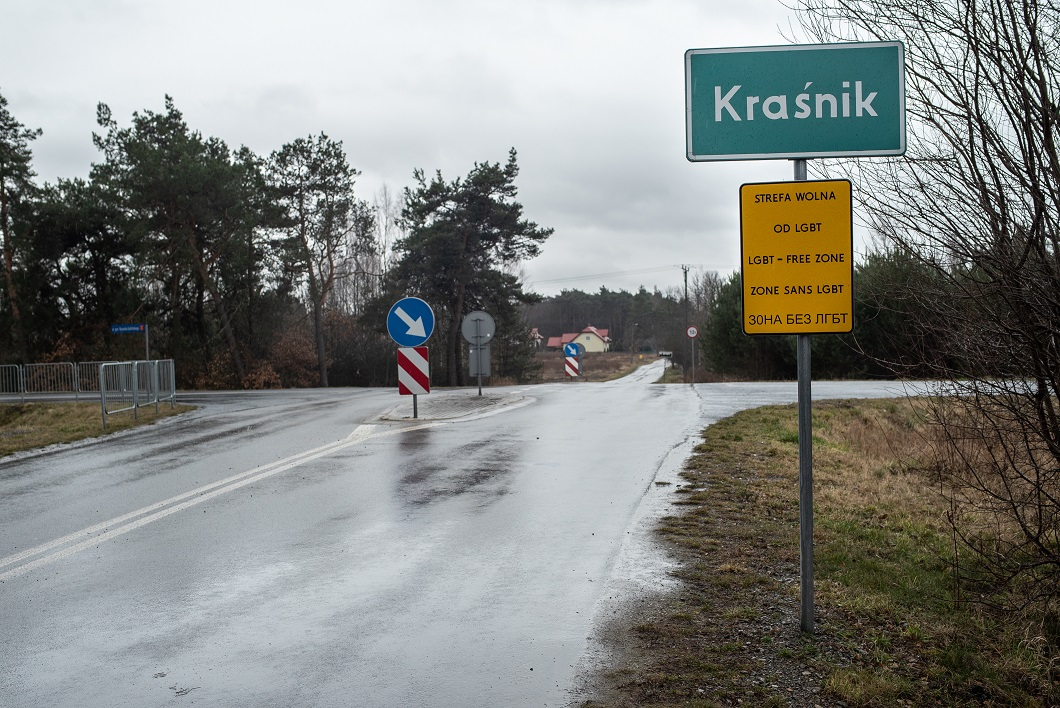
L'une des photos prises dans le cadre du projet de zones franches LGBT par Staszewski

En réponse aux résolutions discriminatoires des autorités locales, qui se sont déclarés zones libres de « l'idéologie LGBT », Staszewski met en œuvre un projet photographique appelé « Zones »,, dans le cadre duquel il place des panneaux marquant l'entrée de la ville avec un panneau portant le signe « Zone libre de LGBT » avant de les photographier. Sur certaines photos il affiche le portrait des personnes LGBT vivant dans cette « zone ». AL'action a rencontré un large accueil parmi les médias polonais et étrangers, entre autres Die Zeit, Frankfurter Allgemeine Zeitung ou Le Monde ont publié des articles déclenchant un débat européen sur le sujet. La médiatisation de l'existence des résolutions des collectivités locales a conduit, entre autres, à la rupture de la coopération entre plusieurs villes polonaises mettant en œuvre la résolution et leurs partenaires européens.
Staszewski est devenu la cible de poursuites judiciaires en raison de son projet photo. Jusqu'à présent, trois villes ont préparé des poursuites civiles contre lui (Zakrzówek, Tuszów Narodowy et Niebylec),. Les communes ont été aidées par la organisation Polish League Against Defamation. Selon Haaretz, il s’agit d’une «organisation indépendante considérée comme proche du gouvernement nationaliste de droite de Pologne».
En mars 2021, le Parlement européen a déclaré l'ensemble de l'Union européenne «Zone de liberté LGBTIQ» en réponse au recul des droits LGBTIQ dans certains pays de l'UE, notamment en Pologne et en Hongrie. Le Parlement européen au paragraphe H de la résolution reste en défense de Staszewski et de son projet photo.
Dans tous les cas, les tribunaux ont donné raison à Staszewski et ont rejeté les poursuites des municipalités. Les tribunaux ont jugé que les communes elles-mêmes étaient coupables d'une mauvaise réputation parce qu'elles avaient adopté des résolutions discriminatoires.

## Prix et récompenses
En 2019, il a été honoré d'un prix européen de la tolérance 2019 en « reconnaissance de sa persévérance et de sa cohérence dans l'action »
Il a été sélectionné en septembre 2020 par la The Barack Obama Foundation pour participer au programme Leaders : Europe 2020 en tant que l'un des 35 leaders émergents opérant dans les secteurs public, non gouvernemental et privé pour le bien commun.  Il a été placé en décembre 2020 par le magazine Bloomberg Businessweek sur la liste « Ones to Watch » 2020 liée à la liste Bloomberg 50. Son nom a été inscris en février 2020 sur la liste Time 100 Next 2021 – 100 personnalités émergentes, publiée par le magazine américain Time.